# Emmanuelle Gagliardi
Emmanuelle Gagliardi (* 9. Juli 1976 in Genf) ist eine ehemalige Schweizer Tennisspielerin.

## Karriere
Gagliardi ist die Tochter eines Schweizer Bankdirektors. Dieser soll sie jedoch bei der Finanzierung ihrer Profikarriere nicht unterstützt haben.
Ihre höchste Position in der Weltrangliste erreichte sie im Mai 2002 mit Platz 42. Ihr bestes Abschneiden bei einem Grand-Slam-Turnier erzielte sie im Einzel im Mai 2005, als sie bei den French Open im Achtelfinale stand. Im Doppel erreichte sie einmal das Halbfinale, 2003 bei den Australian Open.
Gagliardi war am längsten Tiebreak in der WTA-Geschichte beteiligt: 1999 verlor sie beim Turnier in Madrid gegen Tara Snyder den ersten Satz im Tiebreak mit 19:21. Die beiden folgenden Sätze gewann sie dann mit 6:1 und 6:1.
Im Fed Cup bestritt sie zwischen 1997 und 2008 17 Einzel- (10 Siege) und 15 Doppelpartien (13 Siege) für die Schweiz.
Bei den Olympischen Spielen in Sydney gehörte sie neben Miroslava Vavrinec zum Schweizer Tennisteam.

## Turniersiege

### Doppel
| Nr. | Datum              | Turnier   | Kategorie    | Belag     | Partnerin           | Finalgegnerinnen                     | Ergebnis  |
| --- | ------------------ | --------- | ------------ | --------- | ------------------- | ------------------------------------ | --------- |
| 1.  | 18. April 2004     | Oeiras    | WTA Tier V   | Sand      | Janette Husárová    | Olga Blahotová Gabriela Navrátilová  | 6:3, 6:2  |
| 2.  | 25. September 2004 | Peking    | WTA Tier II  | Hartplatz | Dinara Safina       | Gisela Dulko María Vento-Kabchi      | 6:4, 6:4  |
| 3.  | 19. Februar 2005   | Bogotá    | WTA Tier III | Sand      | Tina Pisnik         | Ľubomíra Kurhajcová Barbora Strýcová | 6:4, 6:3  |
| 4.  | 2. Oktober 2005    | Guangzhou | WTA Tier III | Hartplatz | Maria Elena Camerin | Neha Uberoi Shikha Uberoi            | 7:65, 6:3 |